# Cattedrale dei Santi Costantino ed Elena (Glifada)
La cattedrale dei Santi Costantino ed Elena (in greco: Μητροπολιτικός Ναός των Αγίων και Ισαποστόλων Κωνσταντίνου και Ελένης) è la cattedrale ortodossa di Glifada e sede della metropolia di Glifada.

## Storia
L'imponente chiesa dei Santi Costantino ed Elena Pari agli Apostoli sorge sulla piazza del vecchio municipio della città ed è situata a circa 30 metri dal punto in cui sorgeva l'antica cappella intitolata agli stessi santi e distrutta durante i bombardamenti tedeschi del 1942. La ricostruzione della nuova chiesa più grande iniziò nel 1938 e terminò nel 1940, poco prima della guerra. Il progetto e la supervisione della costruzione della chiesa furono affidati all'architetto George Dragaziki.